# جوش براون
جوش براون (بالإنجليزية: Josh Braun)‏ هو منتج أفلام وملحن أمريكي، ولد في 1 مايو 1961.